# Demétrio Mércio Xavier
Demétrio Mércio Xavier (Dom Pedrito , 25 de março de 1893 — Rio de Janeiro, 9 de setembro de 1955) foi um advogado e político brasileiro.
Seus avós paterno e materno participaram da Guerra do Paraguai (1865-1870) e foram importantes chefes políticos no Rio Grande do Sul, tendo ambos integrado o Partido Liberal (PL), chefiado pelo conselheiro Gaspar da Silveira Martins. Seu pai, Demétrio Cândido Xavier, era filho de Demétrio José Xavier, barão de Upacaraí, enquanto sua mãe, Delfina Mércio Xavier, era filha do brigadeiro Camilo Mércio Pereira, que participou também da Guerra dos Farrapos.
Formado em Direito pela Faculdade Livre de Direito do Rio de Janeiro em 1916, tornou-se pecuarista e fundador do jornal "A Época" em sua terra natal.
Foi eleito deputado estadual para a legislatura de 1924 a 1926 e durante a Revolução Constitucionalista de 1932, foi prefeito de Dom Pedrito. Em maio de 1933, foi eleito deputado à Assembleia Nacional Constituinte e em 1934, eleito deputado federal.
Casado com Gemina Camargo Xavier, tiveram três filhos: Demétrio, Luiz Mário e Carlos Inácio. Luiz Mário foi advogado do Partido Comunista Brasileiro e foi exilado político durante o regime militar.
Como proprietário de terras e pecuarista, ele fez parte da Associação Rural do Rio Grande do Sul, foi vice-presidente do I Congresso de Criadores em Porto Alegre e no período entre 1940 e 1941 foi membro da Comissão de Estudos dos Negócios Estaduais. Também foi sócio do Instituto dos Advogados Brasileiros (seção Rio Grande do Sul) e publicou, em 1937, o livro O Rio Grande do Sul e a unidade nacional.
Junto com José Antônio Flores da Cunha ajudou a fundar o Partido Republicano Liberal (PRL). Pela legenda, foi eleito deputado à Assembleia Nacional Constituinte, pelo estado do Rio Grande do Sul, em maio de 1933. Teve o apoio da Liga Eleitoral Católica (LEC), no Rio de Janeiro, com o objetivo de conquistar o apoio do eleitorado católico nos candidatos compromissados com a Igreja.
Nas eleições de 1934, foi eleito deputado federal, pelo Rio Grande do Sul, pelo PRL, permanecendo na Câmara até 1937. Veio a falecer no Rio de Janeiro no dia 9 de setembro de 1955.